# 迪金森·伍德拉夫·理查兹
小迪金森·伍德拉夫·理查兹博士（Dr. Dickinson Woodruff Richards, Jr.，1895年10月30日—1973年2月23日）是一位美国医生与生理学家。1956年，他与安德烈·考南德和沃纳·福斯曼一同被授予诺贝尔生理学或医学奖，以表彰他们“发明心脏导管术和发现循环系统的病态变化”。
理查兹出生于新泽西州的奥兰治，病逝于康涅狄格州的莱克维尔。